# Deporte en Suiza
El deporte en Suiza se practica muy poco tanto a nivel profesional como amateur. Son especialmente populares los deportes de invierno tales como el esquí, el montañismo y el hockey sobre hielo. En tanto, el principal deporte de verano es el fútbol.

## Por deporte

### Deportes de invierno

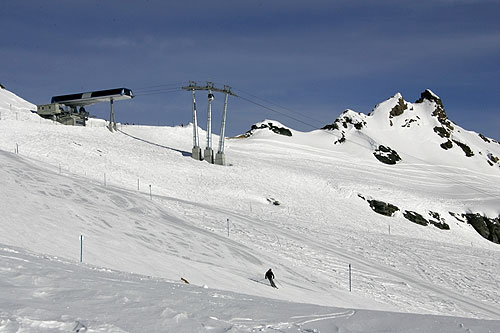
Área de esquí sobre los glaciares de Lötschental.

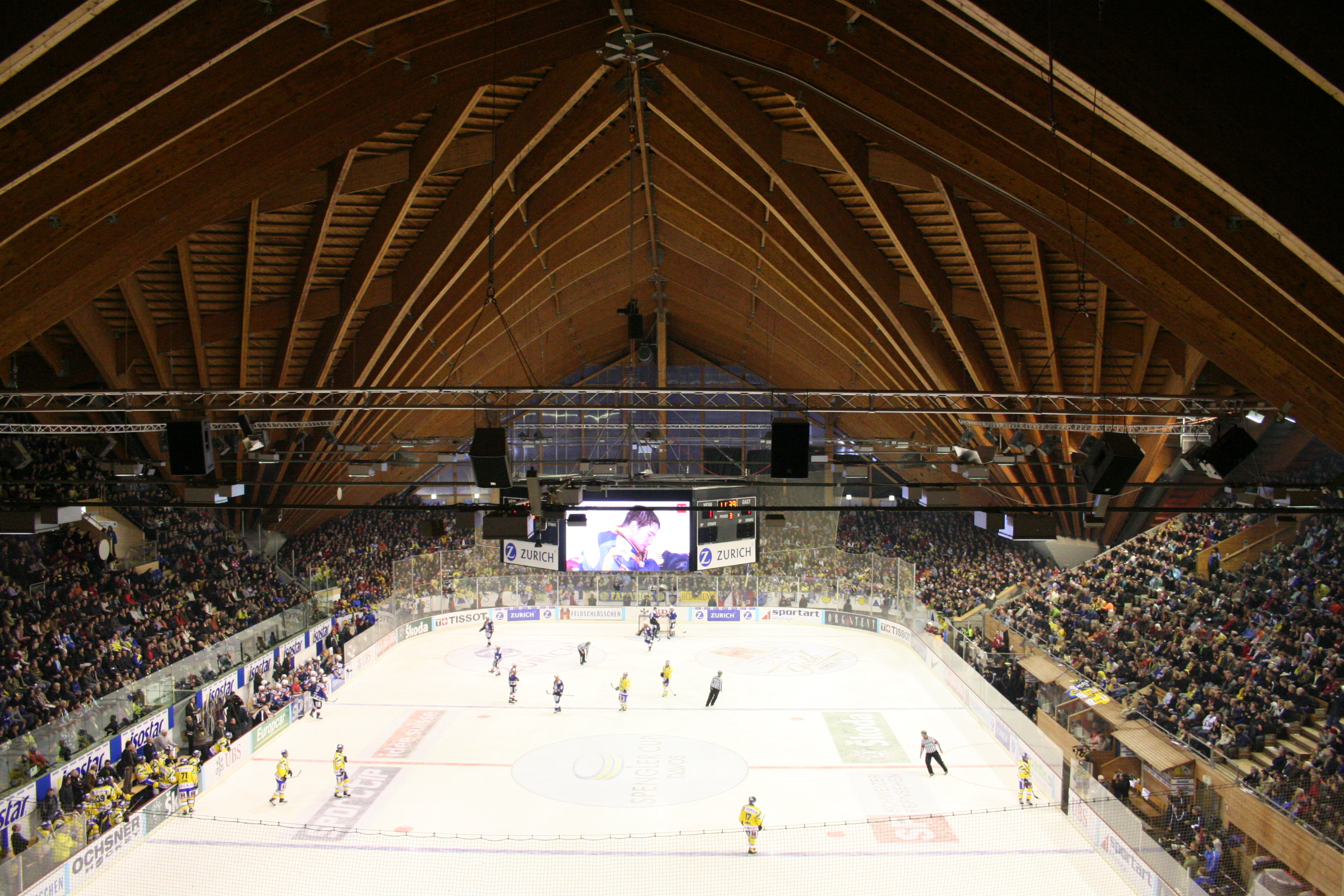
Copa Spengler en Davos.

Gran parte de los deportes más populares en Suiza son deportes de invierno. El esquí y el montañismo son muy practicados en el país tanto por suizos como por extranjeros, ya que sus cumbres nevadas atraen a alpinistas de todo el mundo.
El país ha organizado múltiples campeonatos y torneos mundiales de deportes invernales, incluyendo dos ediciones de los Juegos Olímpicos de Invierno en 1928 y 1948, ambos en Sankt Moritz. Además, en Engelberg, se celebra anualmente una de las pruebas de la Copa de Mundo de saltos de esquí.

### Hockey sobre hielo
Suiza es un país de hockey sobre hielo. Las selecciones nacionales masculina y femenina se encuentran entre las 8 primeras del ranking mundial. La Liga Nacional (la liga de hockey sobre hielo más alta) atrae el mismo número de espectadores que la Superliga y tiene el segundo promedio más alto del mundo después de la NHL. En abril de 2009 Suiza fue la sede del Campeonato Mundial de Hockey sobre Hielo, por décima ocasión.

### Fútbol
Como otros europeos, muchos suizos son aficionados del fútbol. La Asociación Suiza de Fútbol es el organismo del fútbol en Suiza. Fue fundada en 1895, y fue miembro fundador de la FIFA en 1904 y a la UEFA en 1954.   
Desde la década de 1920 el fútbol cobró popularidad y comenzó una época de auge de este deporte en el país. En la Copa Mundial de Fútbol de 1950, la selección nacional obtuvo el quinto puesto, y en la Copa Mundial de Fútbol de 1954 alcanzó cuartos de final como anfitrión.
La selección de Suiza tuvo un estancamiento en las décadas de 1960 a 1980. Recién en la década de 1990, la selección de fútbol logró clasificarse para la Copa Mundial de Fútbol de 1994, en la que alcanzó octavos de final, con lo que el país retomó el interés por el fútbol. Luego de ausentarse en 1998 y 2002, Suiza volvió a clasificar a las siguientes Copas Mundiales, avanzando a octavos de final en 2006 y 2014.
Además, la selección de Suiza ha participado en tres ediciones de la Eurocopa en 1996, 2004 y 2008. Acumuló una victoria, dos empates y seis derrotas, sin haber pasado de la primera fase. Suiza organizó la Eurocopa 2008 junto a Austria. 
En juveniles, Suiza salió campeona de la Copa Mundial de Fútbol Sub-17 de 2009 derrotando a Nigeria 1-0.
La principal competición de clubes de fútbol del país es la Super Liga Suiza, cuyos orígenes se remontan a 1897. Los seis equipos  más grandes son Grasshopper Zürich, FC Basilea, Servette FC de Ginebra, FC Zürich, Lausanne-Sport y BSC Young Boys de Berna.

### Deportes de motor
El automovilismo de velocidad y el motociclismo de velocidad y otros deportes similares fueron prohibidos en Suiza después del desastre de Le Mans en 1955. La cámara baja del parlamento suizo aprobó eliminar la prohibición en 2007, pero la cámara alta rechazó la propuesta. Sin embargo, otras modalidades de deporte motor siguie ermitidas, tales como el rally, motocross, supermotard, enduro y trial.
Durante este periodo, siguieron surgiendo en varias regiones del país varios corredores exitosos como Clay Regazzoni, Jo Siffert y el corredor del Campeonato Mundial de Turismos Alain Menu. Suiza también ganó la Copa Mundial de Motocross A1GP en la temporada 2007-2008, con el conductor Neel Jani. El motociclista suizo Thomas Lüthi ganó el Campeonato Mundial MotoGP de 2005, en la categoría de 125cc.
La escudería Sauber, presente desde 1992 en la Fórmula 1, tiene su sede en la localidad de Hinwil.

### Otros deportes
El ciclismo es otro deporte que también cuenta con una amplia promoción y participación. En Suiza, se celebran gran variedad de pruebas ciclistas como la Vuelta a Suiza y el Tour de Romandía, además de que el país ha sido sede de campeonatos internacionales como el Campeonato Mundial de Ciclismo en Ruta.
Entre los ciclistas suizos más destacados se encuentran Tony Rominger, ganador de tres Vueltas a España y un Giro de Italia; y Fabian Cancellara, ganador de siete monumentos, ocho etapas del Tour de Francia, cuatro veces campeón del mundo de contrarreloj y medallista olímpico de contrarreloj. Otros ciclistas suizos destacados han sido Urs Freuler, Hugo Koblet y Alex Zülle. 

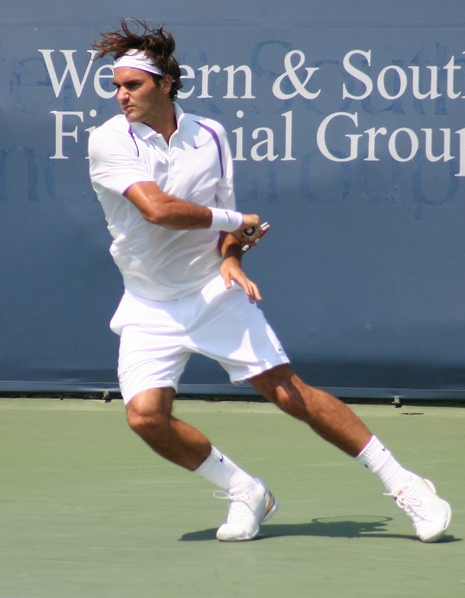
Roger Federer es considerado como uno de los mejores tenistas de todos los tiempos.

El tenis ha cobrado popularidad en Suiza, con jugadores de la talla de Roger Federer, ganador de 20 Grand Slam individuales; Stanislas Wawrinka, quien obtuvo tres Grand Slam individuales y un oro olímpico en dobles; y Martina Hingis, cinco veces campeona de Grand Slam individual.
Además existen otros deportes donde varios deportistas suizos han sido exitosos, como la esgrima (Marcel Fischer), el patinaje artístico sobre hielo (Stéphane Lambiel), el piragüismo (Ronnie Dürrenmatt), la vela (Alinghi), el kayakismo (Mathias Röthenmund), el voleibol (Sascha Heyer, Markus Egger, Paul y Martin Laciga), snowboard ( Martina Weber), entre otros.

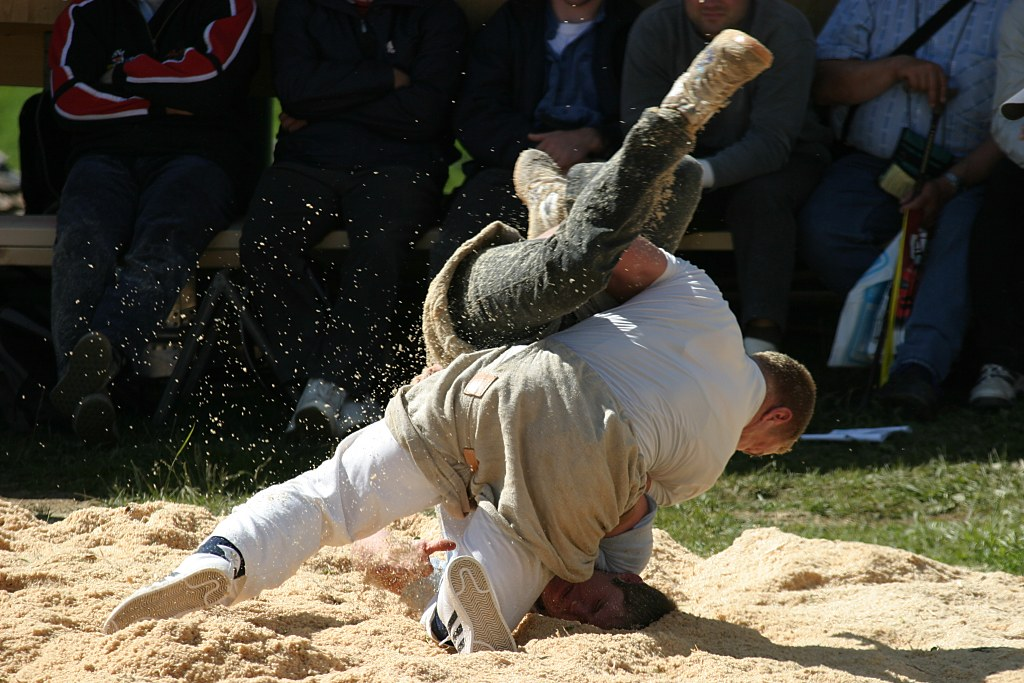
Lucha tradicional.

Los deportes tradicionales suizos incluyen la lucha llamada Schwingen, una antigua tradición de los cantones rurales del centro del país. El steinstossen es la variante suiza del lanzamiento de peso, una competición donde se arroja lo más lejos posible una pesada piedra. Practicado entre la población alpina desde la época prehistórica, se popularizó en Basilea alrededor del siglo XIII. El hornussen es otro deporte autóctono de Suiza, el cual es una mezcla entre el béisbol y el golf y es practicado principalmente en la zona norte del país.

## Juegos Olímpicos
Suiza es junto a Australia, Francia y el Reino Unido, uno de los cuatro únicos países que se han hecho presentes en todas las ediciones de los Juegos Olímpicos.
Se ubica en el 24º puesto en el medallero histórico de los Juegos Olímpicos de Verano, y en el octavo puesto en los Juegos Olímpicos de Invierno.
En los, Suiza ha conseguido un total de 138 medallas en las ediciones de invierno: 50 de oro, 40 de plata y 48 de bronce, de modo que figura en el  en el medallero histórico. Logró el tercer puesto en 1948, 1972 y 1988, y el cuarto puesto en 1924 y 1956. Lidera el medallero histórico en triatlón y esquí alpino, y se ubica en el segundo puesto en snowboard y bobsled, el quinto puesto en saltos de esquí y esquí estilo libre, y el sexto puesto en gimnasia.

## Federaciones internacionales

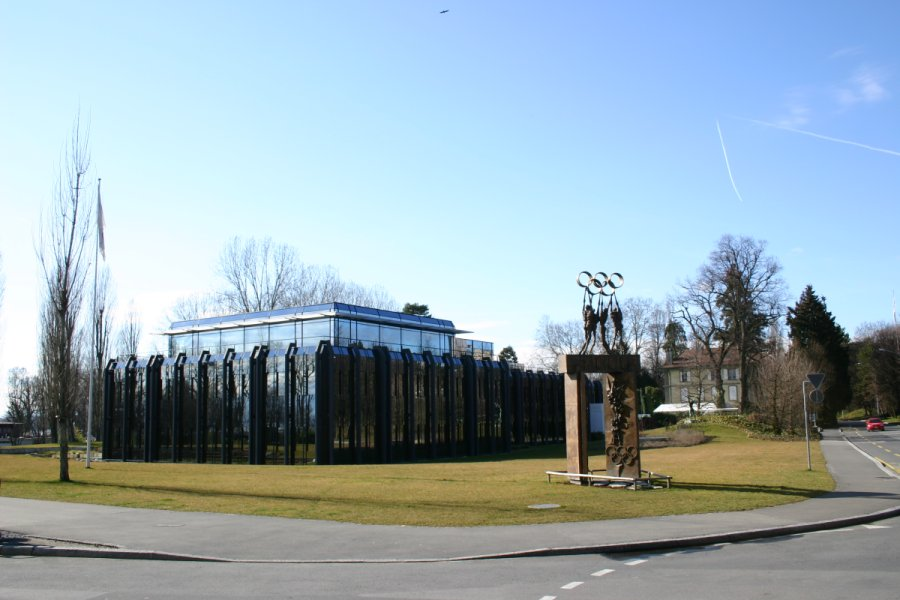
Sede del COI en Lausana.

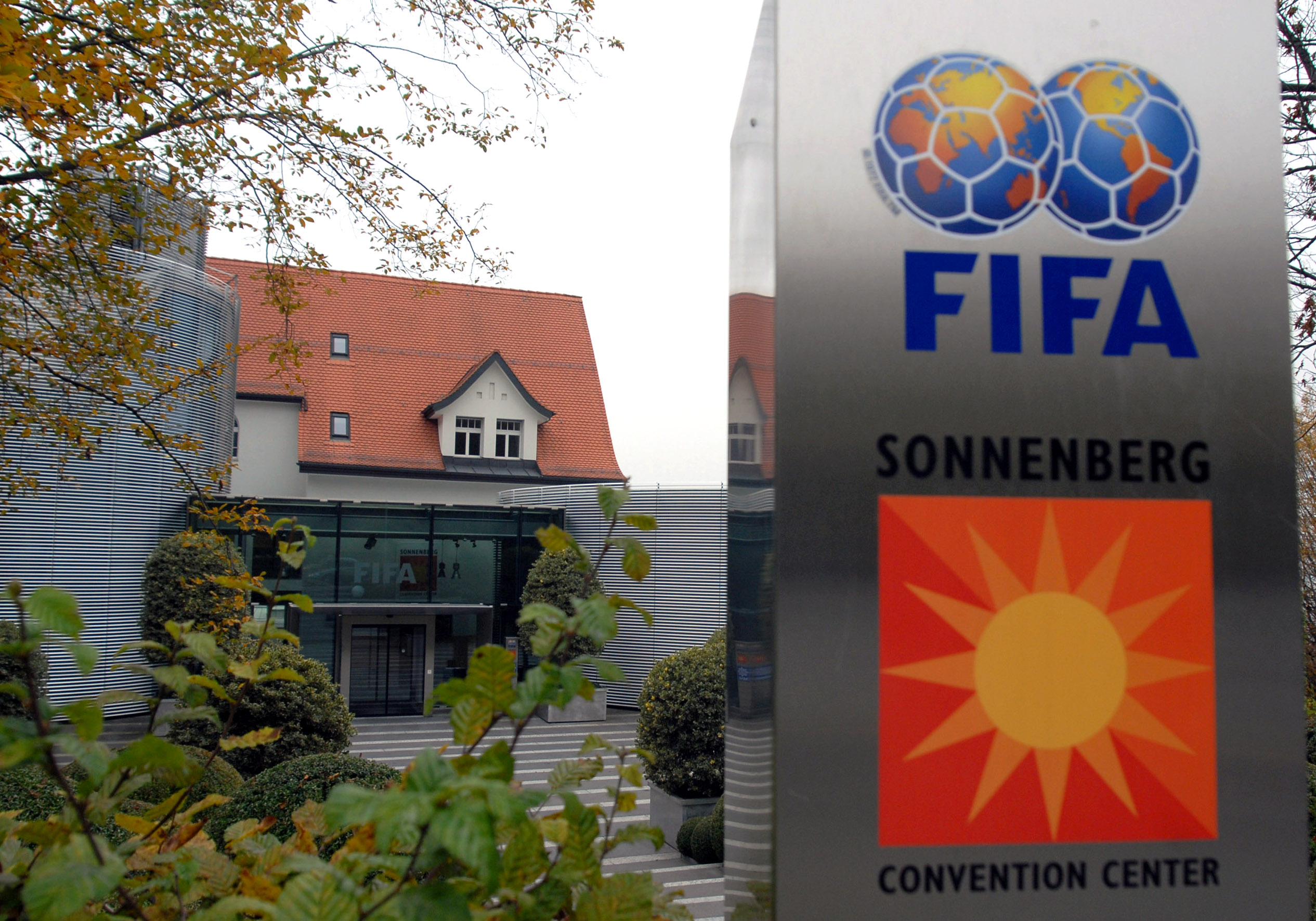
Sede de la FIFA en Zúrich.

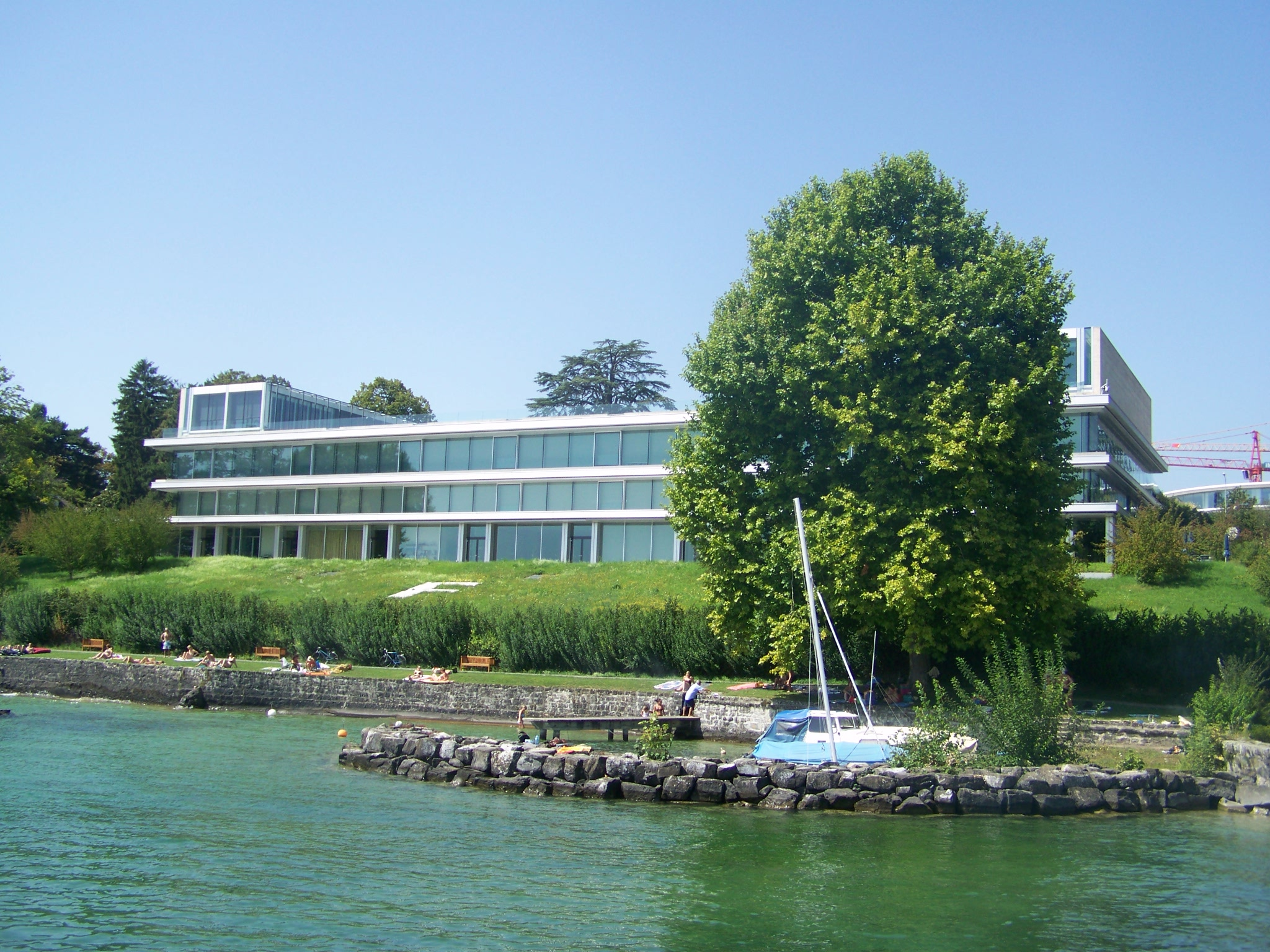
Sede de la UEFA en Nyon.

El Comité Olímpico Internacional, máximo organismo de los Juegos Olímpicos, los Juegos Paralímpicos y los Juegos Olímpicos de la Juventud, tiene sede en Suiza.
Dos de los principales organismos internacionales de fútbol se encuentran en Suiza: la FIFA máximo organismo del fútbol mundial, y la UEFA, máximo organismo del fútbol europeo.
En Suiza también se ubican las sedes de la Federación Internacional de Luchas Asociadas (FILA), la Federación Internacional de Hockey sobre Hielo (IIHF), la Federación Internacional de Baloncesto (FIBA), la Federación Internacional de Esgrima (FIE), la Federación Internacional de Hockey (FIH), la Federación Internacional de Voleibol (FIVB), la Federación Internacional de Balonmano (IHF), la Federación Internacional de Tenis de Mesa (ITTF), la Federación Internacional de Esquí (FIS), la Unión Internacional de Patinaje sobre Hielo (ISU), la Federación Internacional de Natación (FINA), la Federación Aeronáutica Internacional (FAI), la Federación Internacional de Béisbol (IBAF), y la Unión Internacional de Asociaciones de Alpinismo (UIAA).
Otro organismos deportivos con sede en Suiza es el Tribunal de Arbitraje Deportivo (TAS), que dirime disputas en torno al deporte.